# Zbyněk Michálek

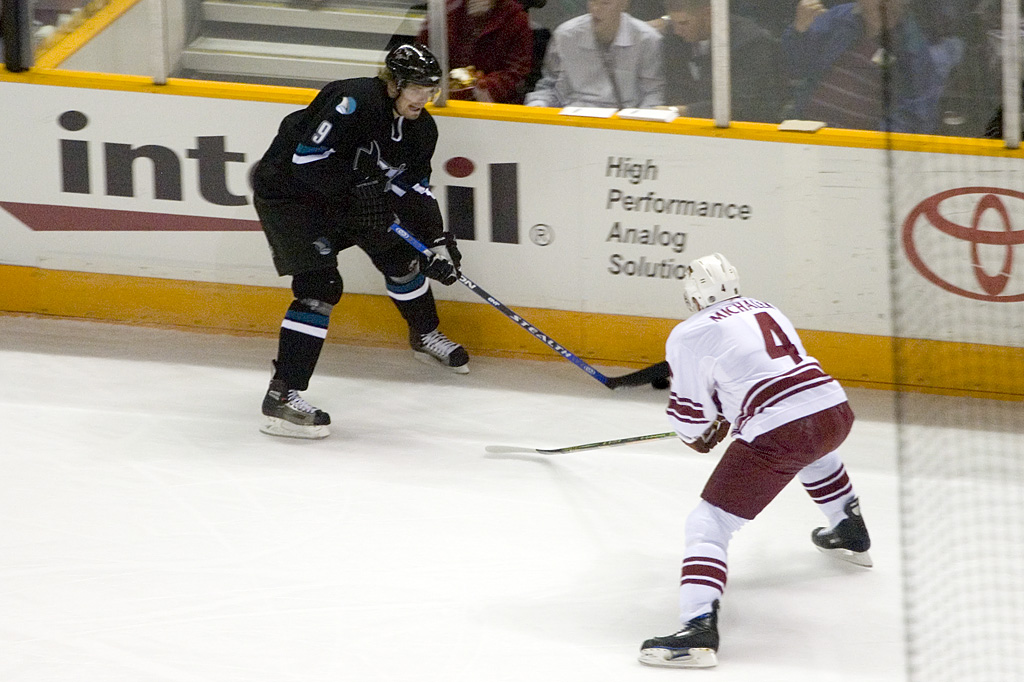
Zbyněk Michálek, #4 till höger, försvarar mot sin bror Milan Michálek i en match mellan San Jose Sharks och Phoenix Coyotes 28 december 2006.

Zbyněk Michálek, född 23 december 1982 i Jindřichův Hradec, Tjeckoslovakien, är en tjeckisk professionell ishockeyspelare som spelar för Arizona Coyotes i National Hockey League (NHL). Han har tidigare spelat på NHL-nivå för Minnesota Wild, Pittsburgh Penguins och St. Louis Blues och på lägre nivåer för Houston Aeros i American Hockey League (AHL) och Cataractes de Shawinigan i Ligue de hockey junior majeur du Québec (LHJMQ).
Michálek blev aldrig draftad av någon NHL-organisation.
Den 2 mars 2015 skickade Coyotes iväg Michálek till Blues, det är dock fortfarande okänt vad Coyotes fick i utbyte.
Michálek har en yngre bror, Milan Michálek, som är också professionell ishockeyspelare i NHL och spelar för Ottawa Senators.

## Statistik
| 2000–2001    | Cataractes de Shawinigan | LHJMQ        | 69  | 10 | 29  | 39  | 52  | 3  | 0 | 0 | 0  | 0  |
| 2001–2002    | Cataractes de Shawinigan | LHJMQ        | 68  | 16 | 35  | 51  | 54  | 12 | 8 | 9 | 17 | 17 |
| 2002–2003    | Houston Aeros            | AHL          | 62  | 4  | 10  | 14  | 26  | 23 | 1 | 1 | 2  | 6  |
| 2003–2004    | Minnesota Wild           | NHL          | 22  | 1  | 1   | 2   | 4   | —  | — | — | —  | —  |
|              | Houston Aeros            | AHL          | 55  | 5  | 16  | 21  | 32  | 2  | 1 | 0 | 1  | 0  |
| 2004–2005    | Houston Aeros            | AHL          | 76  | 7  | 17  | 24  | 48  | 5  | 1 | 2 | 3  | 4  |
| 2005–2006    | Phoenix Coyotes          | NHL          | 82  | 9  | 15  | 24  | 62  | —  | — | — | —  | —  |
| 2006–2007    | Phoenix Coyotes          | NHL          | 82  | 4  | 24  | 28  | 34  | —  | — | — | —  | —  |
| 2007–2008    | Phoenix Coyotes          | NHL          | 75  | 4  | 13  | 17  | 34  | —  | — | — | —  | —  |
| 2008–2009    | Phoenix Coyotes          | NHL          | 82  | 6  | 21  | 27  | 28  | —  | — | — | —  | —  |
| 2009–2010    | Phoenix Coyotes          | NHL          | 72  | 3  | 14  | 17  | 30  | 7  | 0 | 2 | 2  | 2  |
| 2010–2011    | Pittsburgh Penguins      | NHL          | 73  | 5  | 14  | 19  | 30  | 7  | 0 | 1 | 1  | 0  |
| 2011–2012    | Pittsburgh Penguins      | NHL          | 62  | 2  | 11  | 13  | 24  | 6  | 0 | 1 | 1  | 2  |
| 2012–2013    | Phoenix Coyotes          | NHL          | 34  | 0  | 2   | 2   | 14  | —  | — | — | —  | —  |
| 2013–2014    | Phoenix Coyotes          | NHL          | 59  | 2  | 8   | 10  | 24  | —  | — | — | —  | —  |
| 2014–2015    | Arizona Coyotes          | NHL          | 53  | 2  | 6   | 8   | 12  | —  | — | — | —  | —  |
|              | St. Louis Blues          | NHL          | 15  | 2  | 2   | 4   | 6   | 6  | 0 | 0 | 0  | 4  |
| 2015–2016    | Arizona Coyotes          | NHL          | 70  | 2  | 5   | 7   | 20  | —  | — | — | —  | —  |
| NHL totalt   | NHL totalt               | NHL totalt   | 781 | 42 | 136 | 178 | 322 | 26 | 0 | 4 | 4  | 6  |
| AHL totalt   | AHL totalt               | AHL totalt   | 193 | 16 | 43  | 59  | 106 | 30 | 3 | 3 | 6  | 10 |
| LHJMQ totalt | LHJMQ totalt             | LHJMQ totalt | 137 | 26 | 64  | 90  | 106 | 15 | 8 | 9 | 17 | 17 |